# Équipe d'Ukraine de beach soccer
L'équipe d'Ukraine de beach soccer est une sélection qui réunit les meilleurs joueurs ukrainiens dans cette discipline.

## Histoire

### Débuts (2005-2007)
L'année 2005 est marquée par la prise en main de la coupe du monde par la FIFA. Pour cette première l’Ukraine est présente au tournoi final sur la plage de Rio de Janeiro au Brésil. Elle parvient à passer le premier tour mais par la suite le tirage l’oppose en quart de finale à la solide équipe du Portugal. Une défaite logique face au futur vice-champion du monde. À cette période les premiers signes d’une équipe combative et joueuse se présente aux gros cadors de la discipline. En fin d’année elle participe à l’Euro Beach Soccer Cup et confirme encore un plus sa volonté de grandir en terminant 4e du tournoi, tenant même tête de au portugais.
Il faut attendre deux ans pour qu’on la retrouve en finale de cette même compétition contre l’équipe de France. L’EBSC devient alors le terrain de jeu favori des ukrainiens puisqu’ils décrochent en 2007 leur premier titre au plus haut niveau. L’Ukraine est là et se présente comme le plus féroce outsider pour intégrer l’élite européenne. On s’attend alors à les rencontrer parmi les plus grandes nations dans les années qui suivront. Mais chose inattendue, la suite se présente comme trois années de véritable trou noir.

### Trou noir (2008-2010)
2008 est annoncée comme l'année de la consécration, mais sa participation aux tournois de la BSWW est laborieuse. Pour les qualifications du mondial c’est une élimination en quart de finale par l’Italie 8 buts 3.
En 2009, la BSWW réorganise le concept de l’EBSL avec la mise en place de deux divisions très distinctes. Incompréhension, lors de la divulgation des nations participantes, l’Ukraine ne figure pas sur les listes. Elle est tout de même présente à la campagne de qualification à la coupe du monde mais chute face à la France lors du second tour.
La saison 2010 présente un paysage semblable à l’année précédente. Pas d’Ukraine à la course à la division A.

### Renouveau (depuis 2011)
Pour les qualifications à la coupe du monde 2011, qui a désormais lieu tous les deux ans, elle est bien là bien qu'on se doute qu’elle fera office de figuration. L’Ukraine joue un jeu efficace et élimine ses adversaires les uns après les autres. La Suisse, la Roumanie et le Portugal sont ainsi mis à son tableau de chasse. Elle gagne le tournoi de qualification.
En effet pour la saison 2011 de l’EBSL, les regards sont portés sur cette nation venu de nulle part qui est alors présentée comme principale favorite à la finale de Promotion. Étonnement, son entrée en lice n'est pas à la hauteur et son tournoi de qualification n’a rien à voir avec ce qu’elle propose quelques mois auparavant. L'Ukraine se fait surclasser par l’équipe d’Israël et rate la finale promotionnelle. Mais la saison ne se termine pas là, elle participe à la coupe du monde en Italie où les jaunes et bleus ne passent pas le premier tour malgré leur belle entrée dans le tournoi en tenant tête aux champions du monde brésiliens en les amenant jusqu’au penalty en or.
Pour commencer la saison 2012, rien de tel qu’un tournoi à domicile dans le cadre de la tournée de la BSWW. Les équipes invitées lors de cette compétition de préparation à la saison officielle sont le Portugal, l’Italie et les Pays-Bas, avec un constat de deux victoires et une défaite, les hôtes conservent le trophée de la Maiden Kiev Cup. L’été 2012 est marqué par les qualifications à la coupe du monde 2013 qui met aux prises 24 nations européennes. Le tirage est plutôt clément puisque malgré la présence du Portugal qui n’a jusque-là manqué aucune coupe du monde, les autres adversaires sont la Grèce et la Moldavie. L’Ukraine fait sensation et sort du groupe invaincu. Le tour suivant est un tour de barrage, un match couperet à la suite duquel il n’y a pas de rattrapage possible. C’est la Turquie, récemment reléguée de division A, qui se dresse sur le chemin des ukrainiens pour une victoire 7 buts à 4. Pour la dernière phase de groupe la consigne est de finir parmi les deux premiers. La Hongrie, la Pologne et l’Espagne ont également conscience qu’ils ont 50 % de chances de s’envoler pour Tahiti. Ce sera une deuxième place avec des victoires sur les Polonais et les Hongrois contre une défaite face à des espagnols très remontés dans une saison à demi teinte.
Lors de l'Euro Beach Soccer League 2012, faisant partie des équipes de division B, la sélection ukrainienne ne participe qu’à une seule étape pour décrocher son billet pour le tournoi d’accession. C’est du 17 au 19 août à Torredembarra (Espagne) en compagnie de l’Angleterre, l’Estonie et Andorre que les choses commencent. Trois matchs et autant de victoires suffisent pour permettre aux jaunes et bleus de continuer l’aventure. Avec 27 buts inscrits elle présente un fort potentiel offensif, Oleg Zborovskiy est élu MVP et meilleur buteur de l’étape de qualification, lui permettant de perforer les défenses les plus agressives. La finale promotionnelle est programmée quelques jours après mais il en faut beaucoup plus pour faire déjouer ces hommes de l’Est. Leurs adversaires pour la première phase de groupe ne sont autre que la France, mauvais élèves de la division A, et la République tchèque qui est un habitué du tournoi d’accession, deux matchs pour une place en finale. Après une difficile victoire sur les Tchèques 2-1, il leur faut affronter le gros morceau qui n’est autre que l’équipe de France. Un match que l’Ukraine a parfaitement maîtriser 6 buts à 2 pour s’offrir sa première finale de promotion. En finale elle est opposée à une autre équipe soviétique : la Biélorussie, elle aussi réalisant une bonne saison en termes de résultat et de progression dans son organisation. Un match très disputé et très équilibré qui n’a pu décerné un vainqueur au terme des trois périodes de 12 minutes et de la prolongation de 3 minutes. Les ukrainiens gagnent le titre de champion de division B aux penalty en or mais surtout son billet pour jouer la saison prochaine dans l’élite européenne du beach soccer,{.
Lors de la Coupe du monde 2013, l'Ukraine tombe dans la poule du Brésil, de l'Iran et du Sénégal. Après une défaite initiale face aux africains (5-4) après avoir pourtant mené 2-0, les chances de qualification sont fortement remises en cause. Lors du second match face aux brésiliens, l'Ukraine combative et bien en place doit s'incliner face à la supériorité des quadruples champions du monde. Les jaune et bleu tentent de contrer la supériorité technique des auriverde en exerçant un pressing intense, mais cela n'empêche pas Bruno Xavier d'ouvrir le score. Les Européens restent toutefois fidèles à leur dispositif et demeuraient compacts, organisés et patients. La récompense arrivait en deuxième période par Oleg Zborovskyi, qui s'offre son troisième but sur le sable de Tahiti (2-1). Le gardien Volodymyr Gladchenko égalise en troisième période sur un coup franc longue distance. À noter que l'autre portier de l'équipe, Vitaliy Sydorenko, avait également marqué lors du premier match, et que l'Ukraine devient ainsi la première équipe à voir deux gardiens marquer un but dans l'histoire de la compétition. C'est la seule consolation des hommes de Sergii Kucherenko qui finissent par plier en fin de rencontre (4-2). Après deux défaites dans le Groupe C, l'Ukraine est quasi sûre de faire ses valises avant de jouer son 3e match face à l'Iran. Mais l'honneur est sauf après un succès 3-2, qui lui permet de quitter Tahiti avec le sourire, mais ne suffit par pour continuer à rêver. Il aurait fallu aux Ukrainiens une victoire par deux buts d'écart, et espérer une défaite du Sénégal. À trois minutes et 18 secondes du coup de sifflet final, les Européens devançaient encore leurs deux adversaires directs dans la course à la qualification. Malheureusement, le but de Peyman Hosseini change tout,.

## Palmarès
- Coupe du monde
  - Quarts de finaliste en 2005
  - 1er tour en 2011 et 2013

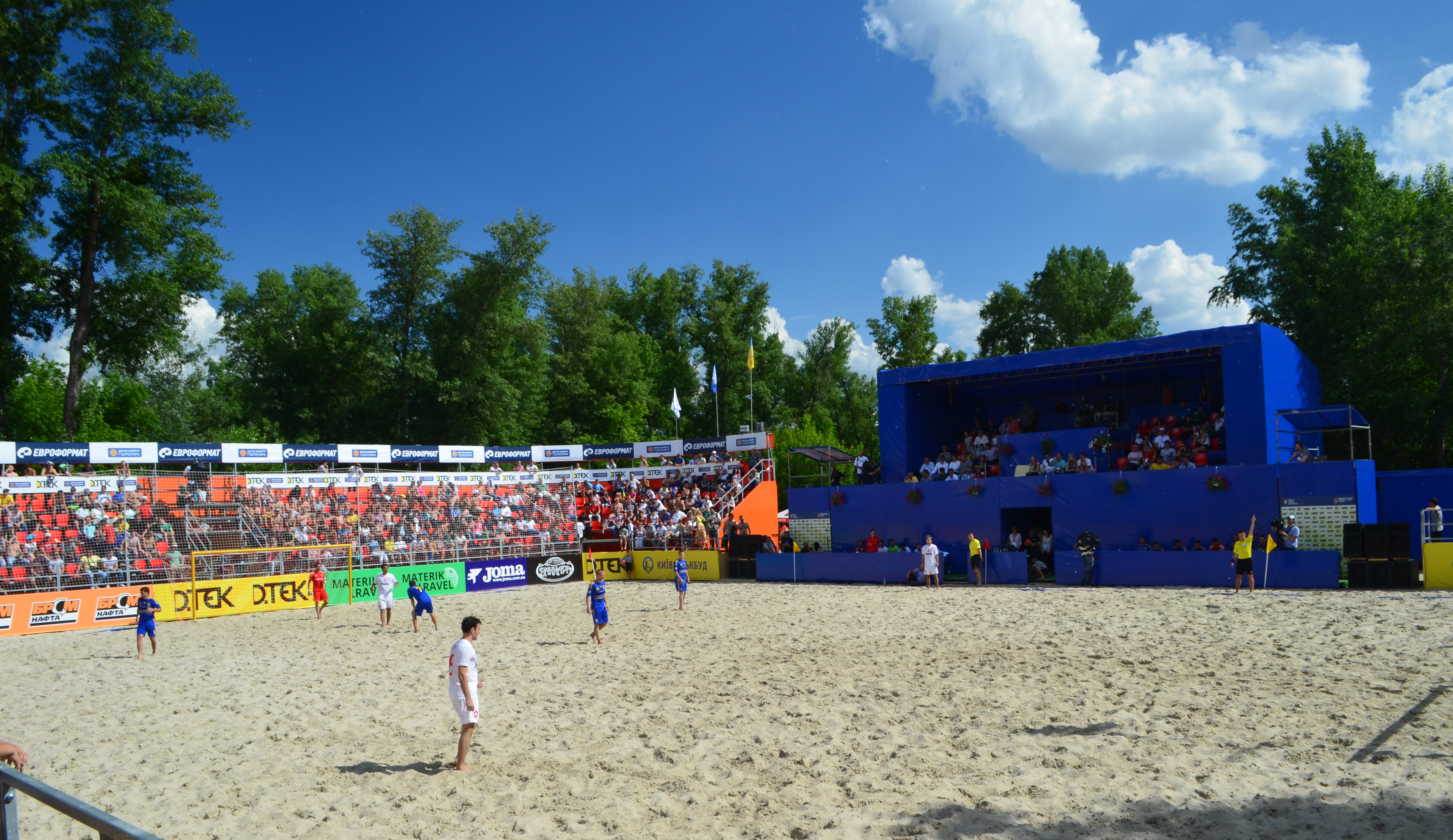
Stade accueillant les matchs officiels de l'équipe d'Ukraine.

- Tournoi de qualification à la Coupe du monde (1)
  - Vainqueur en 2011
  - 3e en 2013

- Euro Beach Soccer League
  - Champion de Division B en 2012

- Euro Beach Soccer Cup
  - Vainqueur en 2007
  - 4e en 2004

- BSWW Kiev Cup
  - Vainqueur en 2012

## Personnalités

### Anciens joueurs
- Dmytro Koryenyev
- Oleksandr Pylypenko
- Sergii Bozhenko

### Effectif actuel
Effectif retenu pour la Coupe du monde 2013 :
| N° | Nom                  | Date de naissance | Poste      | club                   |
| -- | -------------------- | ----------------- | ---------- | ---------------------- |
| 1  | Vitaliy Sydorenko    | 22 décembre 1981  | Gardien    | Strogino               |
| 12 | Volodymyr Gladchenko | 14 novembre 1984  | Gardien    | FK Podvodnik Yaroslavl |
| 3  | Viktor Panteleichuk  | 30 septembre 1985 | Défenseur  | Griffin Beach Soccer   |
| 5  | Kostiantyn Andrieiev | 16 décembre 1986  | Défenseur  | Euroformat Kyiv        |
| 7  | Igor Borsuk          | 6 avril 1983      | Défenseur  | Artur Music Kyiv       |
| 8  | Roman Pachev         | 10 septembre 1987 | Défenseur  | Artur Music Kyiv       |
| 4  | Maksym Nazarenko     | 20 octobre 1983   | Ailier     | Euroformat Kyiv        |
| 6  | Andriy Borsuk        | 16 décembre 1985  | Ailier     | Artur Music Kyiv       |
| 10 | Andriy Yevdokymov    | 29 octobre 1984   | Ailier     | Euroformat Kyiv        |
| 11 | Oleksandr Korniychuk | 13 août 1983      | Ailier     | Euroformat Kyiv        |
| 2  | Evgeni Riabchuk      | 4 juin 1988       | Pivot      | Euroformat Kyiv        |
| 9  | Oleg Zborovskyi      | 31 mars 1982      | Pivot      | Artur Music Kyiv       |
| -  | Sergiy Kucherenko    | -                 | Entraineur | -                      |